# Đại bàng ẩn sĩ vương miện
Đại bàng ẩn sĩ vương miện (danh pháp khoa học: Buteogallus coronatus) là một loài chim trong họ Accipitridae.

## Hình ảnh

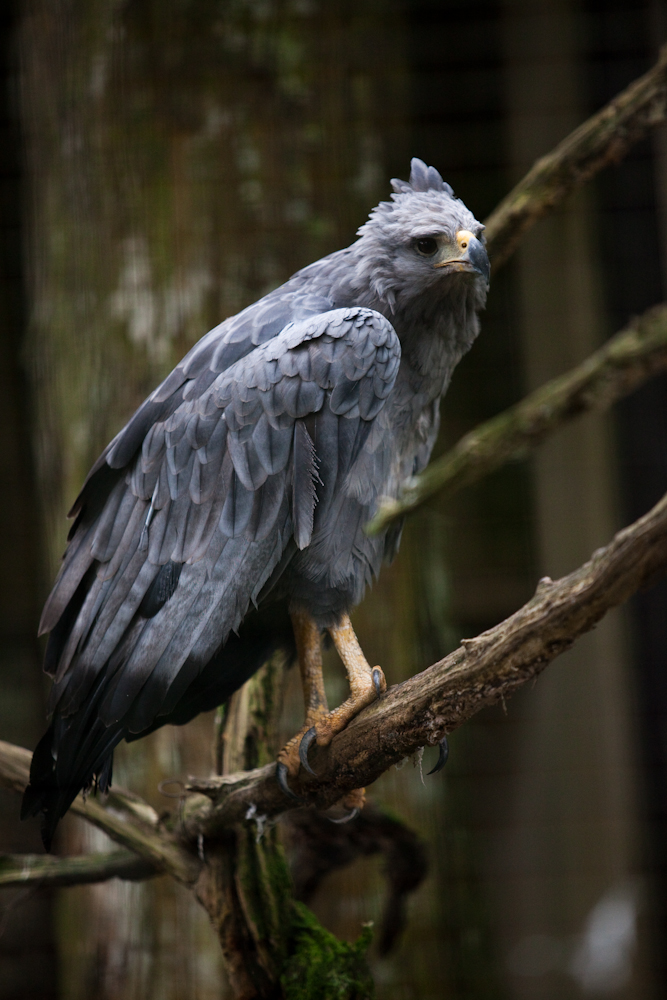
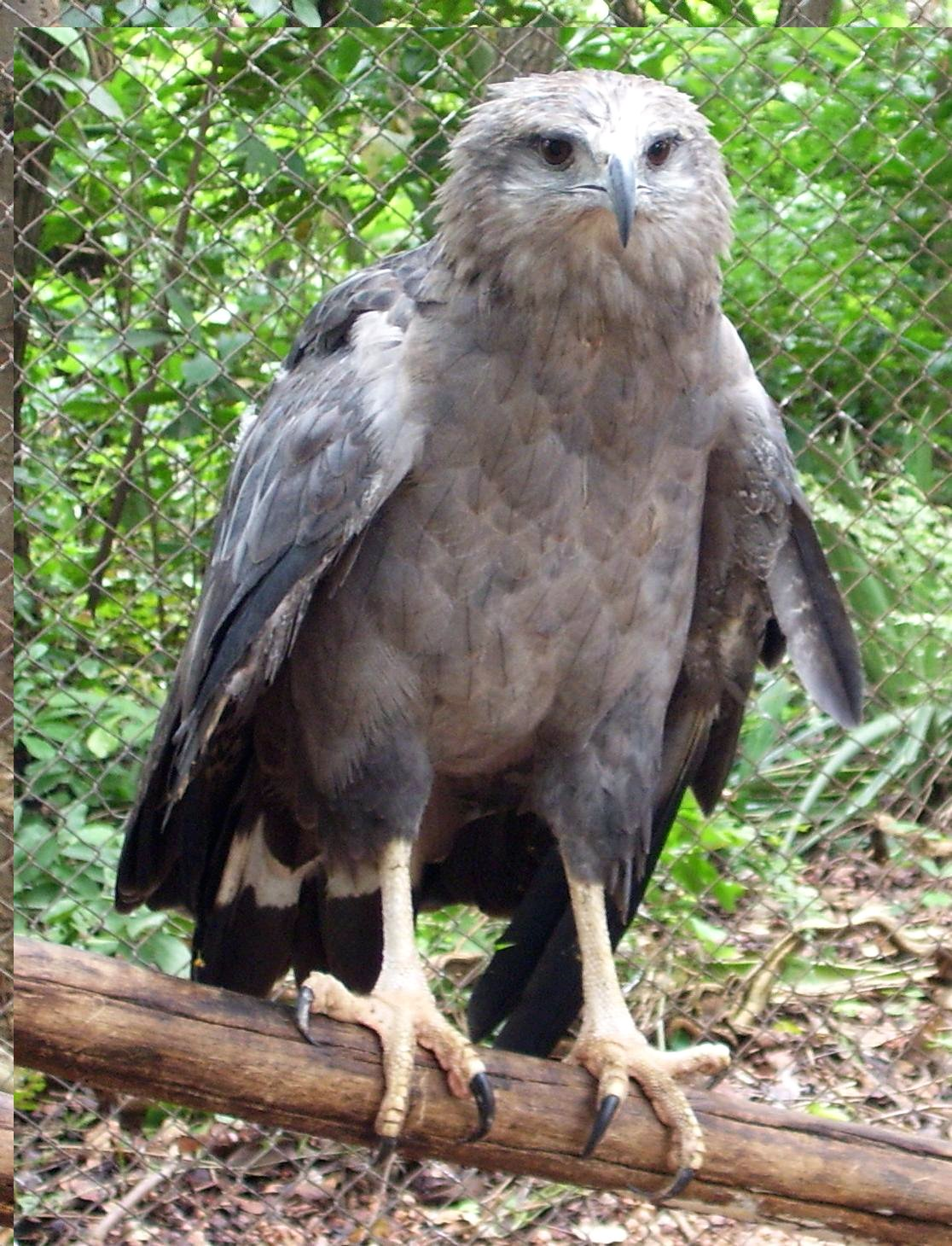

## Miêu tả
Đại bàng ẩn sĩ vương miện là một loài chim săn mồi ở phía đông và trung tâm Nam Mỹ. Đây là một loài chim ăn thịt lớn với chiều dài 73–79 cm, sải cánh dài 170–183 cm và trọng lượng trung bình 2,95 kg. Con trưởng thành gần như hoàn toàn màu xám, với một cái đuôi có dải màu đen và trắng. Con non có màu xám nâu trên lưng và nhạt màu ở phần đầu và phía dưới.

## Phân bố và lối sống
Đại bàng ẩn sĩ vương miện sống ở Argentina, Brazil, Paraguay và Bolivia. Chúng có xu hướng sống trong rừng thưa và vùng đầm lầy. Chúng được cho là hoạt động chủ yếu vào lúc hoàng hôn. Con mồi chủ yếu của chúng là các loài động vật có vú, bao gồm thú tatu, chồn hôi, chồn triết, động vật gặm nhấm và khỉ. Chúng cũng săn bò sát (chủ yếu là rắn), cá, cừu và đôi khi là chim bao gồm gà tinamou và gia cầm.

## Sinh sản
Đại bàng ẩn sĩ vương miện thường làm tổ trên các cây lớn, với đường kính khoảng 1,2 m và sâu 30 cm. Chúng chỉ đẻ một quả trứng mỗi lứa. Loài này được coi là có nguy cơ tuyệt do có mật độ sinh sống rất thấp và rất hiếm gặp trong tự nhiên. Chúng bị đe dọa do sự hủy diệt môi trường sống, chủ yếu là sự xâm nhập của quá trình sản xuất nông nghiệp và chăn nuôi gia súc. Ngoài ra, đôi khi chúng cũng bị bắn và bị bẫy, do người dân lo sợ chúng ăn thịt gia súc.